# 本篤二世
教宗聖本篤二世（拉丁語：Sanctus Benedictus PP. II）於684年6月26日－685年5月8日在位為教宗。

## 譯名列表
- 本篤二世：天主教香港教區禮儀委員會：禧年專頁 （页面存档备份，存于）、香港天主教教區檔案　歷任教宗、《大英簡明百科知識庫》2005年版[永久]作本篤。
- 本尼狄克二世：《世界人名翻譯大辭典》1993年版作本尼狄克。